# Annaburg
Annaburg település Németországban, azon belül Szász-Anhalt tartományban. Lakosainak száma 6403 fő (2023. december 31.).

## Népesség
A település népességének változása:
| Lakosok száma | 7041 | 6771 | 6731 | 6528 | 6514 | 6403 |
|               | 2014 | 2017 | 2019 | 2021 | 2022 | 2023 |